# TouchArcade
TouchArcade (стилізовано як toucharcade) — вебсайт про відеоігри для мобільних платформ, що був запущений у 2008 році як дочірній сайт MacRumors його засновниками Арнольдом Кімом і Блейком Паттерсоном. TouchArcade також проводить форум і щотижневий подкаст.
Сайт припинив діяльність в вересні 2024 року.

## Історія
TouchArcade запущений 2008 року у вигляді блогу від Блейка Паттерсона та засновника MacRumors Арнольда Кіма. Сайт-спіноф відстежував релізи нових ігор для iPhone та iPod Touch. Сайт також включав статті, огляди і форум. Елі Годапп став головним редактором у 2009 році.
У 2012 році TouchArcade випустив додаток для iOS, який містив списки мобільних ігор. У червні 2015 року TouchArcade запустив кампанію на Patreon для збору коштів. Годапп пояснив, що журналістика мобільних ігор зіткнулася з труднощами, оскільки розробники перейшли до реклами в додатках, і доходи від реклами для сайту різко падали. У 2019 році Годапп залишив свою посаду, щоб зосередитися на ролі співзасновника GameClub, а Джаред Нельсон змінив його на посаді головного редактора.
16 вересня 2024 року TouchArcade оголосив, що припинить свою діяльність, але збереже сайт онлайн.

## Огляди
У 2009 році CNET поставив TouchArcade на шосте місце у списку десяти найкращих ігрових блогів. Time назвав його одним із 50 найкращих сайтів 2011 року, а його огляди схарактеризував як «переконливий, надійний путівник» по іграх в App Store.